# Dicranella macromorpha
Dicranella macromorpha là một loài rêu trong họ Dicranaceae. Loài này được M. Fleisch. Broth. mô tả khoa học đầu tiên năm 1909.